# Fort Christiansborg
Fort Christiansborg, eller numera Osu Castle och The Castle, är en tidigare dansk befästning i Accra, Ghanas huvudstad. Byggnaden var länge presidentresidens, men har numera ersatts av Jubilee House.
Fästningen som började anläggas 1659 byggdes som residens åt den danske guvernören, var uppgift det var att administrera danskkontrollerade områden längs Guldkusten. Fort Christiansborg var ett viktigt brohuvud, ett slavfort, för utskeppningen av slavar. På 1850-talet sålde Danmark Christiansborg till Storbritannien.